# Itarema
Itarema es un municipio brasilero del estado del Ceará. Su población estimada en 2004 era de 32.809 habitantes.

## Etimología
El topónimo Itarema es una alusión al nombre dado por los indios por causa de una piedra con forma de obelisco mar adentro que solo era visible en marea baja. Este viene del tupi-guarani ita (piedra), rema (olor desagradable) y significa piedra olorosa. Su denominación original era Tanque do Meio y, desde 1937, Itarema.

## Historia

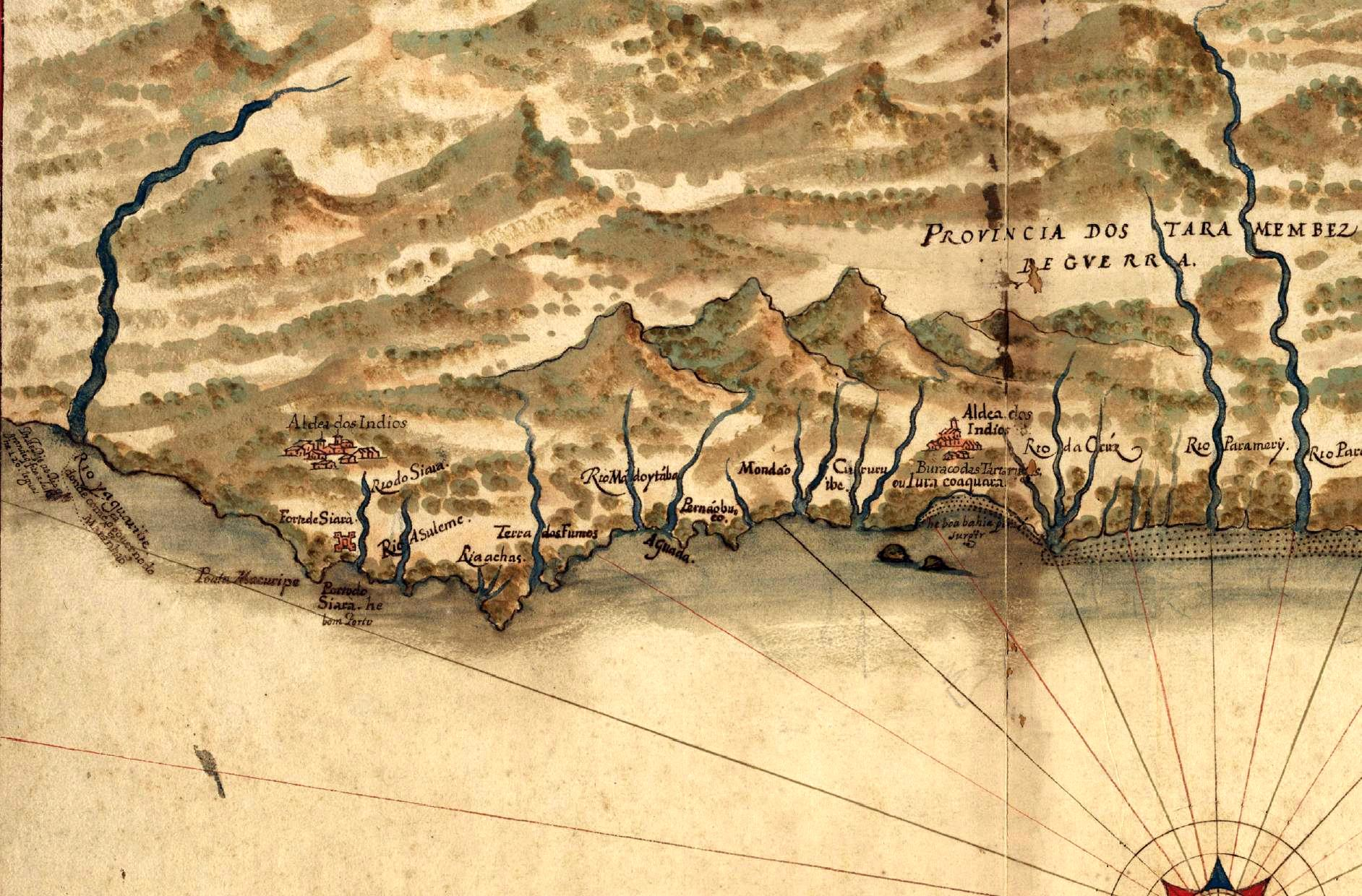
Mapa de la costa del Ceará en 1629

Las tierras al margen del río Aracatiaçu eran habitadas por los indios tremembé, antes de la llegada de las expediciones francesas y portuguesas, así como de las misiones religiosas portuguesas que tenían como objetivo la catequización de los indígenas.
De estas misiones y de la descendencia de los indígenas surgió el municipio. Los sacerdotes que dirigían la misión eran de la orden de São Pedro, que con la expulsión de los jesuitas en 1759, por órdenes del marqués del Pombal, los sacerdotes de la orden de São Pedro y una parte de los tremembé se trasladaron a Soure, y pocos años después debido a falta de adaptación los indios retornaron nuevamente a la villa.

## Geografía

### Clima
Tropical caliente semiárido con un promedio de lluvias media de 1.157,8 mm con lluvias concentradas de enero a abril.

### Hidrografía y recursos hídricos
Los principales cursos de agua forman parte de la cuenca del Litoral, siendo ellos los ríos Grande, de la Vuelta y Minero y otros tantos. Existen aun diversas áreas de drenaje del río Aracatimirim.

### Vegetación
La vegetación más prominente son gramíneas, hierbas y vegetación, caatinga, bosque serrano, bosques ciliares y mangue.

### Subdivisión
El municipio es dividido en tres distritos: Itarema (sede), Almofala y Carvoeiro.

## Economía
La economía local se basa en la agricultura: Algodón arbóreo y herbáceo, cajú, mandioca, maíz y frijol. Además existen tres industrias (dos de productos alimenticios, una de bebidas).

## Cultura
Los principales eventos culturales son:
- Fiesta de la Patrona Nuestra Señora de Fátima (12 y 13 de octubre),
- Aniversario del Municipio (5 de febrero),
- Carnaval (febrero),
- Festival de Bandas (último fin de semana de junio),
- Festival de la Cultura del Municipio (2ª quincena de octubre),
- Fiesta del Coco (2ª quincena de enero).

## Política
La administración municipal se localiza en la sede: Itarema.